# Prix Château de Cheverny de la bande dessinée historique
Le prix Château de Cheverny de la bande dessinée historique est un prix de bande dessinée français récompensant une bande dessinée historique remis depuis 2004 à Blois lors des Rendez-vous de l'histoire.
Nommé en hommage au château qui inspira Hergé pour Moulinsart, il « récompense le ou les auteur(s) d'une bande dessinée dont la qualité du scénario, la valeur du dessin ainsi que le sérieux de la reconstitution historique auront été appréciés ».
Les lauréats reçoivent une somme de 3000 euros, intègrent le jury du prix Château de Cheverny pour les deux éditions suivantes et une exposition est consacrée à l’œuvre primée lors des Rendez-Vous de l’Histoire de Blois un an plus tard. 

## Jury
| Année | Président  | Membres |
| ----- | ---------- | --- |
| 2020  | Pascal Ory | Paul Chopelin, Pauline Ducret, Sylvain Gâche, Florent Grouazel, Jean-Noël Jeanneney, Younn Locard, Tristan Martine, Pascal Rabaté                                                            |
| 2022  | Pascal Ory | Paul Chopelin, Pauline Ducret, Sylvain Gâche, Éric Alary, Jean-Noël Jeanneney, Tristan Martine, Nicole Augereau, Lucie Castel, Grégory Jarry, Lisa Lugrin, Albertine Ralenti, Clément Xavier |

## Lauréats
| Année | Dessin                           | Scénario                                       | Titre                                                                   | Maison d’édition |
| ----- | -------------------------------- | ---------------------------------------------- | ----------------------------------------------------------------------- | ---------------- |
| 2004  | Emmanuel Lepage                  | Emmanuel Lepage                                | Muchacho, t. 1 : En soulevant la peau des choses                        | Dupuis           |
| 2005  | Christian Lax                    | Christian Lax                                  | L'Aigle sans orteils                                                    | Dupuis           |
| 2006  | Jean-Denis Pendanx               | Christophe Dabitch                             | Abdallahi t. 1: Dans l'intimité des terres                              | Futuropolis      |
| 2007  | David B.                         | David B.                                       | Par les chemins noirs                                                   | Futuropolis      |
| 2008  | David Vandermeulen               | David Vandermeulen                             | Fritz Haber, t. 2: Les Héros                                            | Delcourt         |
| 2009  | Jean Harambat                    | Jean Harambat                                  | Les Invisibles                                                          | Futuropolis      |
| 2010  | Li Kunwu                         | Philippe Ôtié                                  | Une vie chinoise t. 2 : Le Temps du Parti                               | Kana             |
| 2011  | Philippe Delaby                  | Jean Dufaux                                    | Murena, t. 8: Revanche des cendres                                      | Dargaud          |
| 2012  | Thierry Robin                    | Fabien Nury                                    | La Mort de Staline t. 2: Funérailles                                    | Dargaud          |
| 2013  | Jérémie Moreau                   | Wilfrid Lupano                                 | Le Singe de Hartlepool                                                  | Delcourt         |
| 2014  | Jean Dytar                       | Jean Dytar                                     | La Vision de Bacchus                                                    | Delcourt         |
| 2015  | Jean Harambat (2)                | Jean Harambat (2)                              | Ulysse, les chants du retour                                            | Actes Sud BD     |
| 2016  | Thierry Murat                    | Thierry Murat                                  | ÉtuŋwAŋ : Celui-Qui-Regarde                                             | Futuropolis      |
| 2017  | Pierre-Henry Gomont              | Pierre-Henry Gomont (d'après Antonio Tabucchi) | Pereira prétend                                                         | Sarbacane        |
| 2018  | Pascal Rabaté                    | Pascal Rabaté                                  | La Déconfiture, t. 2                                                    | Futuropolis      |
| 2019  | Florent Grouazel                 | Younn Locard                                   | Révolution, t. 1 : Liberté                                              | Actes Sud/L'An 2 |
| 2020  | Lucie Castel                     | Grégory Jarry et Nicole Augereau               | Voyages en Égypte et en Nubie de Giambattista Belzoni, troisième voyage | Flblb            |
| 2021  | Lisa Lugrin et Albertine Ralenti | Clément Xavier                                 | Jujitsuffragettes, les Amazones de Londres                              | Delcourt         |
| 2022  | Léonard Chemineau                | Wilfrid Lupano                                 | La Bibliomule de Cordoue                                                | Dargaud          |
| 2023  | Jordan Mechner                   | Jordan Mechner                                 | Replay                                                                  | Delcourt         |
| 2024  | Isabelle Maroger                 | Isabelle Maroger                               | Lebensborn                                                              | Bayard Graphic’  |